# Europastraße 931
Die Europastraße 931 (kurz: E 931) ist eine etwa 188 Kilometer lange Europastraße des Zwischennetzes, die, von Westen nach Osten verlaufend, auf der Insel Sizilien in Italien die Städte Mazara del Vallo und Gela verbindet.

## Verlauf
Die Europastraße verläuft von Mazara del Vallo bis Castelvetrano gemeinsam mit der Europastraße 90 (auf der Trasse der Autostrada A29) und folgt von da an der Strada Statale 115 Sud Occidentale Sicula, die meist in einigem Abstand von der Südküste der Insel, dieser über Sciacca, Agrigent und Licata folgt, bis sie in Gela in die Europastraße 45 (im Ausbau als Autostrada A18) übergeht.